# Trám (novela)
Trám je novela českého spisovatele Edvarda Valenty z roku 1963. Novela původně měla být otištěna v časopisu Plamen o rok dříve, nicméně Valenta ji nemohl publikovat. Tematicky se novela podobá jinému Valentovu dílu – románu Jdi za zeleným světlem. V obou dílech se vyskytuje postava osamělého intelektuála hledajícího svou životní cestu. Valenta se při psaní novely inspiroval svým přátelstvím se spisovatelem Vladimírem Thielem.

## Děj
Úspěšný, ale nepříliš kvalitní a stárnoucí spisovatel Jaroslav Benda si na svou chatu pozve mladého truhláře Honzu Strojila. Spolu se rozhodnou ukrást trám, který už několik let trouchniví u zanedbaného hospodářství. S přenesením trámu však oba začnou spojovat své sny – Strojil úspěšné přenesení spojuje se ženou, po které touží a Benda s napsáním kvalitní knihy. Trám, který je na ně příliš těžký a Bendu dokonce poraní, však nakonec přenesou až k Bendově chatě, ve které mu truhlář Strojil slíbí, že z trámu vyrobí stůl a židli, na které Benda napíše svou hodnotné umělecké dílo.

## Interpretace
Benda se Strojilem se nejprve znají pouze povrchně a oba jsou ovlivněni předsudky. Benda považuje mladého Strojila za člověka s nepříliš zajímavou minulostí a Strojil naopak Bendu adoruje kvůli jeho spisovatelskému talentu. Během přenášení trámu se však o sebe začínají více zajímat – Strojil se začíná Bendovi svěřovat se svou minulostí a odhaluje mu i svou pravou motivaci k přenesení trámu. Benda v tento moment poznává, že si jsou oba ve svém nitru podobní. Zdrojem revelace tak není samotný akt přenesení trámu, ale navázané přátelství dvou lidí, kteří jsou si vzdáleni věkem, povahou i vzděláním. Josef Galík upozorňuje na důležitost motivu úsměvu, který se stejně jako v románu Jdi za zeleným světlem dostává do pozice pointy.
Benda je přesvědčen, že pokud opět zažije velkou chvíli svého života, jak moment revelace označuje, podaří se mu napsat kvalitní umělecké dílo. Milan Suchomel tento Valentův tvůrčí postup srovnává s postupem Karla Čapka v Božích mukách, kde „život přeskakuje od zázraku k zázraku a všechno mezi tím je přídatné a nevýznamné“.
Dle Dariny Lukášové lze novelu chápat jako specifickou verzi cestopisu, ve které je nejvíce popsána motivace a přípravy k cestování. Za symbolické prvky lze v novele dle Lukášové považovat jednak chatu, která svým umístěním připomíná chrám a jednak také putování, které pro původ trámu ze zanedbaného hospodářství lze interpretovat jako cestu od ztrátu kontaktu s lidmi k jeho znovu nalezení. Darina Lukášová také poukazuje na možnost čtení novely jako moderního iniciačního románu, ve kterém se hrdina snaží dosáhnout esoterického poznání. Iniciačnímu románu v novele odpovídá jak prostor, tak i jednotlivé postavy (Benda jako adept zasvěcení a Strojil jako jeho zasvětitel).